# Adrien de Van
Adrien de Van, né le 22 septembre 1973, est un acteur et metteur en scène français. De père musicologue et de mère avocate, il a un frère et une sœur, la réalisatrice Marina de Van. Il dirige avec Valérie Dassonville le Théâtre Paris-Villette depuis 2013 après avoir dirigé le Théâtre du jardin pendant quatre ans.

## Théâtre

### Comédien
- 1993 : L’Ampoule magique de Woody Allen, mise en scène Stéphan Meldegg, Théâtre La Bruyère
- 1995 : Harold et Maude de Colin Higgins, mise en scène Jacques Rosny, Théâtre des Bouffes-Parisiens
- 1997 : Tartuffe de Molière, mise en scène Roger Hanin
- 1999 : Les Lunettes d'Elton John d'après David Farr, mise en scène Stéphan Meldegg, Théâtre Tristan Bernard
- 2005 : La Princesse enrhumée de Pauline Bureau, mise en scène de l'auteur

### Metteur en scène
- 2000 : Kvetch de Steven Berkoff, Théâtre Clavel
- 2006 : Cinq minutes avant l’aube spectacle déambulatoire créé par Adrien de Van et Pauline Bureau pour le 60e anniversaire du Festival d'Avignon
- 2007 : L'Oiseau bleu de Maurice Maeterlinck
- 2011 : Vernissage de Václav Havel spectacle en appartement Festival d'Avignon Off

## Filmographie partielle

### Cinéma
- 1995 : Dans la cour des grands de Florence Strauss : Tonio
- 1998 : Sitcom de François Ozon : Nicolas
- 1998 : Le Monde à l'envers de Rolando Colla : Serge
- 1999 : Le Volcan (Der Vulkan) d'Ottokar Runze : Marcel
- 2000 : Les Frères Sœur de Frédéric Jardin : Ghislain de Tourette
- 2000 : 30 ans de Laurent Perrin : Louis
- 2001 : Je rentre à la maison de Manoel de Oliveira : Ferdinand
- 2002 : Dans ma peau de Marina de Van : l'interne
- 2006 : Nouvelle chance d'Anne Fontaine : le nouveau bénévole au foyer
- 2006 : Je pense à vous de Pascal Bonitzer : S.O.S. médecin
- 2009 : Ne te retourne pas de Marina de Van : le psychiatre
- 2010 : L'Absence de Cyril de Gasperis : Paul
- 2011 : Minuit à Paris (Midnight In Paris) de Woody Allen : Luis Buñuel
- 2013 : Extrasystole (court métrage) d'Alice Douard : Cyril
- 2014 : Les Gazelles de Mona Achache : Jérôme (énorme bite)
- 2016 : Le Secret de la chambre noire de Kiyoshi Kurosawa : l'employé du magasin de photo
- 2017 : We are Tourists d'O'ar Pali et Remy Bazerque : François
- 2024 : Le Tableau volé de Pascal Bonitzer : Maître Rochebourg

### Télévision
- 1996 : Chauffeur de maître (téléfilm) d'Alain Nahum : Hugo de Chaley
- 1997 : navarro (serie tv) saison 9 episode 5  : un mari violent : Julien
- 1997 : Julie Lescaut (série tv), saison 6, épisode 5 Mort d'un petit soldat de Charlotte Brandström : Soubiran
- 2002 : P.J. (série tv), saison 6, épisode 9 Squelettes de Gérard Vergez : Jérémie
- 2003 : Saint-Germain ou la Négociation (téléfilm) de Gérard Corbiau : Charles IX
- 2011 : Le Petit Poucet (téléfilm) de Marina de Van : le père

## Distinctions

### Décoration
- Officier de l'ordre des Arts et des Lettres (2022)[3]

### Récompense
- Molières 1994 : nomination au Molière de la révélation théâtrale masculine dans L'Ampoule magique